# AKARIYA
AKARIYA（アカリヤ）は、愛知県刈谷市の刈谷駅南口にある複合ビル。店舗、オフィス、分譲住宅（マンション）からなる。2016年（平成28年）6月に竣工した。地上23階建てであり、最頂部は地上82メートル。

## 歴史
2014年（平成26年）2月4日に起工式を行った。高さ制限が緩和される総合設計制度を西三河地方で初めて採用。総合設計制度とは、市街地環境の整備改善につながる建物について、容積率や高さ制限を緩和する建築基準法の特例制度である。750平方メートルの公開空地を設けたことで、容積率は400%から460%にアップした。2016年（平成28年）6月30日に完工し、同年7月初旬から入居が開始された。

## 建物
デベロッパーは刈谷市南桜町地区再開発事業共同企業体であり、いずれも刈谷市に本社を置くアイシン開発と太田商事からなる。設計は岡田建築計画事務所。
鉄筋コンクリート造23階建。延床面積は19,000平方メートル。高さは77.50メートルであり、最頂部は82メートルであり、2016年（平成28年）の竣工当時は刈谷市の建築物で最も高かったが、2020年（令和2年）には銀座3丁目に高さ95メートルのエクセルグランデ刈谷銀座タワーが竣工している。1階と2階が店舗、3階と4階がオフィス、5階から23階が定期借地権付き分譲マンション「アルバックスタワー刈谷駅前」計129戸である。名称は「明かり」と「刈谷」を掛けた造語である。

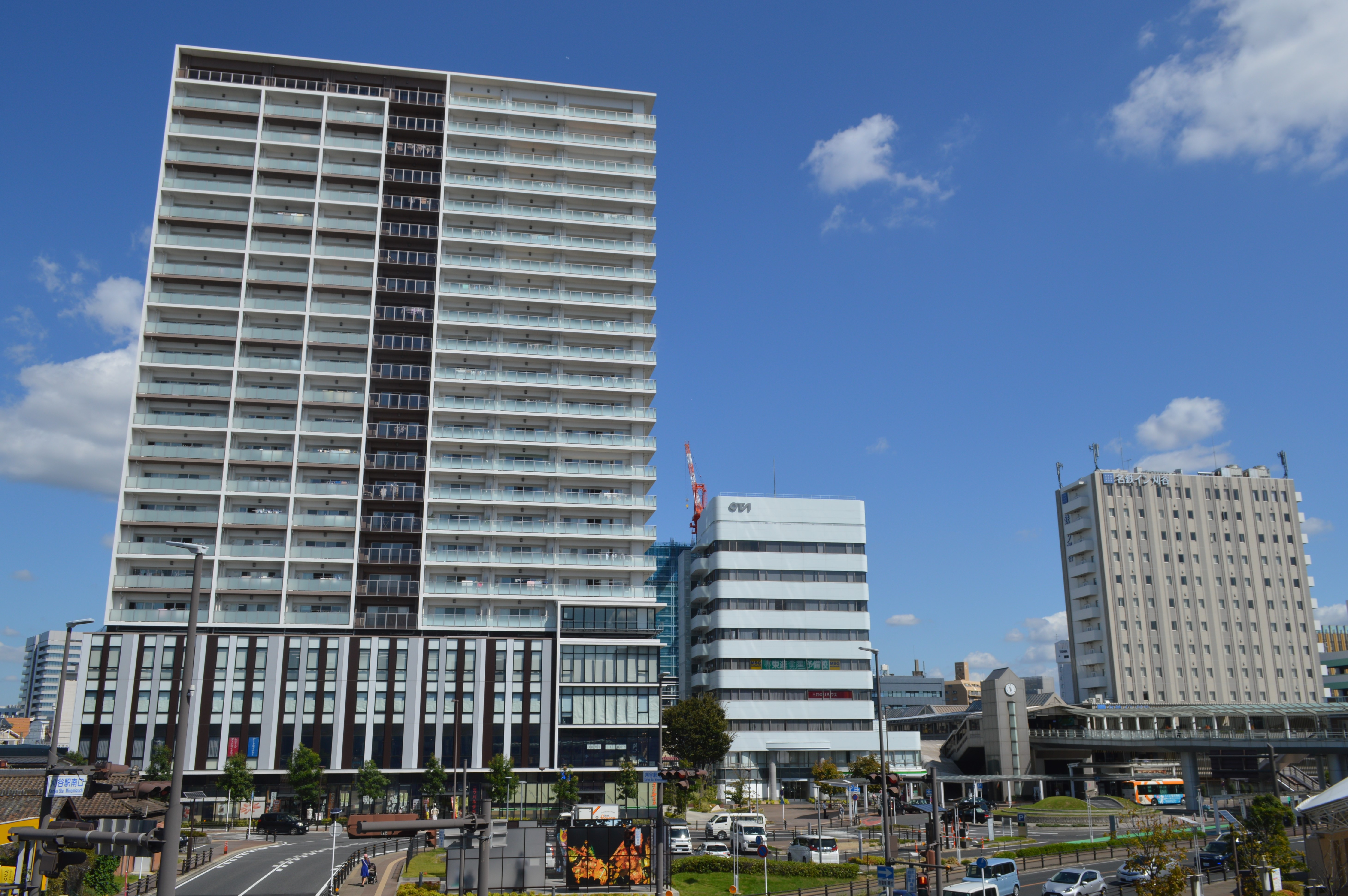
AKARIYA（左）がある刈谷駅南口

## 交通アクセス
- JR東海道本線 刈谷駅から徒歩で約1分。
- 名鉄三河線 刈谷駅から徒歩で約1分。